# Orde van de Azteekse Adelaar

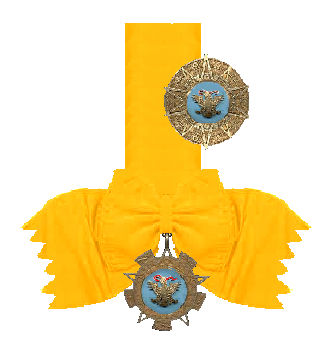
Ster en grootkruis aan grootlint

Mexico heeft op 29 december 1933 een orde van verdienste, de Orde van de Azteekse Adelaar (Spaans: "Orden Mexicana del Águila Azteca") ingesteld. Deze orde is bestemd voor verdienstelijke vreemdelingen.
Er was al eerder een ridderorde met bijna dezelfde naam, de Keizerlijke Orde van de Mexicaanse Adelaar of "Orden Imperial del Áquila Mexicana" uit 1865 geweest. Deze op Europese leest georaniseerde ridderorde was in de ogen van de revolutionairen die na de dood van Keizer Maximiliaan van Mexico in 1867 de macht overnamen besmet door de Europese en koloniale invloeden. President Villa schafte de Mexicaanse ridderorden af. In de tussenliggende jaren was het de Mexicanen ook verboden geweest om vreemde ridderorden aan te nemen.
In de ogen van het Ministerie van Buitenlandse Zaken was dat een onwenselijke situatie. De Mexicaanse regering stond in het diplomatieke verkeer met lege handen, want er zijn gelegenheden waarbij het verlenen van orden gebruikelijk is. Dat leidde in 1943 tot een beleidswijziging. President Abelardo Luján Rodríguez stichtte met instemming van het Congres een Orde van de Azteekse Adelaar met een militaire en civiele divisie en vijf graden.
De orde werd op 23 maart 2011 hervormd. Dat gebeurde in een decreet van de Mexicaanse President. De Tweede Klasse, de graad van een "Banda en Categoría Especial", werd ingevoerd. De Zesde en Zevende Klasse werden afgeschaft.

## Graden sinds 2011
De orde kent sinds 2011 de onderstaande zes graden. 
1. keten ("Collar"), gereserveerd voor staatshoofden.
2. Grootlint van de Bijzondere Categorie ("Banda en Categoría Especial"), voor premiers, eerste ministers, troonopvolgers, echtgenoten van staatshoofden en in protocollaire rang vergelijkbare personen.

1. Grootlint ("Banda"), bestemd voor ministers en staatssecratarissen, prinsen uit koninklijke families, ambassadeurs en in protocollaire rang vergelijkbare personen.
2. Ster ("Placa"), bestemd voor gevolmachtigde ministers, consuls-generaal, brigadegeneraals, Schouten-bij-Nacht, en in protocollaire rang vergelijkbare personen.
3. Venera  bestemd voor kolonels, kamerleden, hogere medewerkers aan de ambassades en in protocollaire rang vergelijkbare personen.
4. Insignia, bestemd voor handelsdelegaties, diplomaten, kapiteins en andere officieren en in protocollaire rang vergelijkbare personen.

De President van Mexico verleent de hoogste graad van Keten in de Orde van de Azteekse Adelaar. Alle andere voordrachten worden door de Raad van de Orde (Spaans: "juicio del Consejo")van de Azteekse Adelaar beoordeeld.

## Graden in de periode 1941 - 2011
1. Keten ("Collar"), deze graad was voor staatshoofden gereserveerd.;
2. Grootkruis ("Cruz"), deze graad was voor premiers en niet-regerende koninginnen en prinsen-gemaal gereserveerd.
3. Grootlint ("Banda"), deze graad was voor ministers, staatssecretarissen en ambassadeurs gereserveerd.
4. Medaille ("Medalla"), deze graad was voor hoge diplomaten en regeringsfunctionarissen gereserveerd.
5. Plaque ("Placa"), bestemd voor handelsdelegaties, diplomaten, kapiteins en andere officieren en in protocollaire rang vergelijkbare personen.
6. Venera (een insigne), bestemd voor  minder belangrijke of ad interim handelsdelegaties, lagergeplaatste diplomaten en in protocollaire rang vergelijkbare personen.
7. Insignia proper, (een insigne) werd door de Grote Raad van de Orde van de Azteekse Adelaar verdeeld
8. Honorable Mention Eervolle Vermelding, ("Mención Honorífica").

De orde kende geen grootofficieren.

## Uitvoering
Het kleinood is een ronde gouden schijf met een op de Azteken gebaseerd zonnemotief. In het Maya-blauwe medaillon is een arend met een rode slang afgebeeld, de zogeheten "adelaar van Keizer Cuauhtémoc". De versiering in het centrale medaillon van de sterren en versierselen is niet precies gelijk aan het Mexicaanse wapen.
De keten bestaat uit vijftien blauwe medaillons en vijftien gestileerde gouden adelaarkoppen. Het kleinood aan de keten heeft de vorm van een Azteekse adelaar.
De ronde gouden ster wordt alleen door de Tweede Klasse gedragen en draagt op de brede gouden ring een op de Azteken gebaseerd zonnemotief met driehoeken en vierkanten.
Het lint van de orde is geel. De officieren dragen een rozet op hun lint.

## Bekende dragers van de orde
Belgische drager van de orde zijn:
- Koning Boudewijn van België
- Mark Eyskens, ex-premier

Nederlandse drager van de orde zijn:
 Keten ("Collar")
- Koningin Juliana 1950
- Koningin Beatrix 2009

 Grootkruis ("Cruz")
- Prins Bernhard 1950
- Prins Willem Alexander 2009
- Prinses Maxima 2009

Overige graden:
- Otto Cornelis Adriaan van Lidth de Jeude 1937
- Andries Cornelis Dirk de Graeff 1937
- Gerlach Cornelis Joannis van Reenen, diplomaat, 1937[3]
- Lambertus Hendrik Slotemaker, directeur van KLM, 1954
- Charles Welter, 1954
- A.F. Elbers, luitenant ter zee, adjudant van Prins Bernhard, 1954
- Jelle Zijlstra 1958
- Henri Gelissen 1958
- H. Offerhaus, algemeen secretaris Tropeninstituut 1960
- Louis Wijsenbeek 1960
- J. van Zwijndregt, wethouder van Den Haag, 1960
- W.W. Kuyck, luitenant ter zee, adjudant van Prins Bernhard, 1960
- Joseph Luns 1960
- Gerard Veldkamp 1960
- G.J. van Weerden, arts, 1964
- Rudolf van Zantwijk 1997
- Jan-Jaap van de Velde, ambassadeur, 2007
- Cornelia Minderhoud, ambassadeur, 2011[4]
- Maxime Verhagen, 2011
- Maria van der Hoeven, 2011
- Peter Hartman, directeur van KLM, 2011
- Henk Morsink, 2011
- Kathleen Ferrier, 2011
- Wil Pansters, 2011
- Jan Hendrix, kunstenaar, 2012

Internationale bekende dragers van de orde zijn onder andere:
- Koningin Elisabeth
- Bill Gates en Melinda Gates
- Nelson Mandela

## Azteekse Adelaar
De Azteekse Adelaar komt voor in de mythologie van de Azteken in het verhaal over het stichten van de indiaanse voorloper van Mexico Stad.
'Azteekse Adelaars' is ook een bijnaam van Eskader 201, een Mexicaans eskader dat in de Tweede Wereldoorlog meevocht met de geallieerden.